# Séparatisme sibérien

Bannière du séparatisme sibérien

Le séparatisme sibérien (russe : Сибирский сепаратизм) est un mouvement politique visant à fonder une Sibérie autonome. Il a ses origines au milieu du XIXe siècle et a pris le plus d'ampleur avec les activités militaires de Alexandre Koltchak et Viktor Pepelyayev (en) durant la guerre civile russe.
En 1990, l'Accord sibérien unifie économiquement les 19 territoires et régions de Sibérie. Selon Les relations économiques est-ouest des régions d'Europe, il a aussi pour but politique d'entraver le séparatisme sibérien.
En 2012, Mikhaïl Koulekhov est le leader d’Alternative régionale de Sibérie (ARS), auparavant l'Armée de libération de la Sibérie.

## Histoire
C'est au XIXe siècle que la Sibérie commence à connaître un développement économique et culturel intensif, qui s'accompagne d'une affirmation identitaire empreinte de régionalisme voire d'indépendantisme. Région d'exil, elle devient le terreau d'un libéralisme qui s'oppose à l'autoritarisme tsariste, tandis qu'une certaine floraison intellectuelle se fait jour, qui s'intéresse à ce vaste espace parfois dédaigné par la Russie d'Europe. Nikolaï Mouraviov-Amourski, figure éminente du développement de la Sibérie en tant que gouverneur-général de la Sibérie orientale, se fait le porte-voix de réformes d'inspiration libérale, comme l'abolition du servage, et contribue à faire de la Sibérie une région plus progressiste. L'idée d'une Sibérie autonome ou indépendante germe principalement parmi les étudiants qui doivent s'exiler dans la Russie d'Europe, en raison de l'absence d'universités sibériennes. A Saint-Petersbourg, ils fondent le Cercle sibérien qui réunit plusieurs figures comme Grigori Potanine ou Nikolaï Iadrintsev. D'orientation libérale, il entend faire triompher ses idées sur le modèle des Etats-Unis ou de l'Australie, toutes deux colonies britanniques émancipées ou en cours d'émancipation, par une instruction renforcée des Sibériens. Tant Potanine que Iadrintsev essaient de propager leurs idées au travers des journaux locaux, comme le Tomskie Vedomosti (Nouvelles de Tomsk), évoquant par exemple l'existence d'un peuple sibérien. Si la propagation de ces idées régionaliste reste principalement cantonnée à de petits cercles d'intellectuels, elle finit par inquiéter le pouvoir central. En 1865, la découverte d'un pamphlet sécessionniste, intitulé « Aux patriotes sibériens ! » circulant au sein de l'école militaire d'Omsk justifie la répression et plusieurs arrestations sont ordonnées contre les personnalités du mouvement sibérien, dont Iadrintsev et Potanine, accusés d'être à l'origine du brûlot. Les nombreuses condamnations à des travaux forcés, même si elles sont parfois commuées quelques années plus tard, suffisent à liquider pour un temps toute velléité séparatiste. 
À la fin du 19e et au début du 20e siècle, les régionalistes sibériens dirigés par Potanin et Yadrintsev ont formé une opposition légale au colonialisme russe en Sibérie; ils ont écrit de nombreux livres et articles et organisé des recherches sur les cultures, l'économie, les races, les nationalités, etc. sibériennes. Le plus grand livre de Yadrintsev est "La Sibérie en tant que colonie" (Сибирь как колония), où il postule que l'avenir de la Sibérie est la domination du blanc semblable à celle des États-Unis, et que les Sibériens ont déjà de nombreuses différences par rapport à leurs ancêtres russes et est-slaves, notamment des différences culturelles telles que l’amour de la liberté et l’initiative privée.

### Période récente
Avec l'éclatement de l'URSS, des tendances régionalistes se manifestent au sein de certains espaces sibériens, en particulier la république de Sakha, peuplée d'une importante part de Iakoutes. En 1992, elle a déclaré son indépendance alors que la Russie commence tout juste à se structurer, mais elle ne parvient pas pour autant à quitter le giron russe. Depuis l'avènement de Vladimir Poutine, cette affirmation régionaliste tend à être étouffée.
En 2014, un artiste, Artiom Loskoutov, écrivait sur son blog une idée de créer une république de Sibérie au sein de la fédération de Russie et tentait d'organiser une simulation de manifestation intitulée « Monstration pour la fédération sibérienne » qui se déroulerait le 17 août à Novossibirsk. Les autorités russes ont interdit la manifestation et tenté de censurer la couverture médiatique de l'événement, citant une loi récemment adoptée contre « les appels à des troubles de masse, les activités extrémistes ou la participation à des manifestations publiques illégales ». Le but de la manifestation était de « ridiculiser l'hypocrisie du Kremlin lors de l'annexion de la Crimée par la fédération de Russie et de soulever la question du développement retardé de la Sibérie ». Il a affirmé que la Sibérie occidentale fournissait l'essentiel du pétrole et du gaz de la Russie, mais que la région en retirait très peu d'avantages puisque les taxes étaient versées à Moscou.